# حسین ونی
حسین وَنّی با کنیهٔ ابوعبدالله (؟ -۱۰۵۹م) (نسب: حسین بن محمد، فرضی حاسب) فقیه و نویسندهٔ ایرانی در سدهٔ پنجم هجری/یازدهم میلادی بود. از آنجا که بسیار به فرائض می‌پرداخته، به فرضی شهرت یافته. از اهالی وَن، روستایی در قهستان بوده است. بسیار آسان‌خوان و روان می‌نوشته است. در ناآرامی سال ۴۵۱ق در بغداد کشته شد و او را «شهید» می‌دانسته‌اند.